# Eduard Gajer z Ehrenbergu
Eduard svobodný pán Gajer z Ehrenbergu (německy Eduard Freiherr Gayer von Ehrenberg) (4. ledna 1815 Český Krumlov – 31. srpna 1903 Praha) byl česko-rakouský šlechtic a rakouský státní úředník. Do státní služby vstoupil v roce 1838 u českého zemského gubernia, poté absolvoval služební postup u okresních a krajských úřadů na různých místech Českého království. V závěru své kariéry byl okresním hejtmanem v Českých Budějovicích (1868–1872) a v Chebu (1872–1873).

## Životopis
Pocházel z pražské měšťanské rodiny povýšené v roce 1818 do stavu svobodných pánů. Narodil se jako prostřední ze tří synů Karla Gayera (1782–1847), knížecího správce u Schwarzenbergů v Českém Krumlové. Do státní služby vstoupil v roce 1838 jako nižší úředník u českého zemského gubernia, několik let pak působil u krajských úřadů v Českých Budějovicích a v Lokti. Od roku 1849 byl komisařem u krajské vlády v Praze, o rok později byl jako okresní komisař přeložen do Karlína, v roce 1853 přidělen ke krajskému úřadu v Táboře, kde pak deset let zastával funkci krajského komisaře I. třídy. V letech 1863–1867 byl přednostou okresního úřadu v Žamberku a během prusko-rakouské války v roce 1866 byl civilním komisařem pro armádu. 
V roce 1867 obdržel titul místodržitelského rady a krátce byl správcem okresního úřadu v Mladé Boleslavi. V letech 1868–1872 byl okresním hejtmanem v Českých Budějovicích. Jako představitel státní správy měl mimo jiné za úkol podporovat vládní kandidáty ve volbách do zemského sněmu a okresních zastupitelstev. V této otázce Eduard Gajer vystupoval velmi laxně a z Českých Budějovic byl proto v roce 1872 odvolán. Ve funkci okresního hejtmana byl přeložen do Chebu (1872–1873). Již v roce 1873 byl penzionován a od té doby žil v soukromí v Praze. Za zásluhy během prusko-rakouské války obdržel v Sasku komturský kříž Albrechtova řádu.
Další členové rodiny působili ve státní správě nebo jako úředníci na velkostatcích významných šlechtických rodů (Lobkovicové, Colloredo-Mansfeldové). Eduardův synovec Adolf (1853–1922) sloužil v c. k. armádě a dosáhl hodnosti polního podmaršála. Z rodiny Gajerů nejvíce proslula Eduardova sestřenice Eleonora (1832–1912), operní pěvkyně a dlouholetá sólistka Národního divadla. 